# Sékana Diaby
Sékana Diaby (Daloa, Costa de Marfil, 10 de agosto de 1968) es un exfutbolista y entrenador de fútbol de Costa de Marfil que jugaba en la posición de defensa. Es tío del también futbolista Abou Diaby.

## Carrera

### Club
| Periodo   | Club                | Apariciones | Goles |
| --------- | ------------------- | ----------- | ----- |
| 1986-1988 | RC Paris            | 18          | 0     |
| 1988-1989 | Laval               | 36          | 4     |
| 1989-1990 | RC Paris            | 6           | 0     |
| 1990-1992 | Brest               | 34          | 0     |
| 1992-1994 | CS Louhans-Cuiseaux | 49          | 1     |
| 1994–1995 | Pau FC              | 15          | 0     |
| 1995–1996 | LB Châteauroux      | 10          | 0     |
| 1996      | Pau FC              | 0           | 0     |
| 1996–1997 | Zeytinburnuspor     | 17          | 0     |

### Selección nacional
Jugó para Costa de Marfil en 23 ocasiones de 1987 a 1997, participó en la Copa Rey Fahd 1992 y en tres ediciones de la Copa Africana de Naciones. También jugó para la selección sub-20 en el torneo Esperanzas de Toulon de 1985.

### Entrenador
| Periodo   | Club                |
| --------- | ------------------- |
| 2003-2006 | FC Bleuets de Pau   |
| 2006-2007 | FC Oloron           |
| 2007-2015 | FC Lons             |
| 2011-2013 | FC Lons U-17        |
| 2013-2015 | FC Lons III         |
| 2019-2020 | FC Bourbaki Pau     |
| 2020-2022 | FC Luy de Béarn III |

## Logros

### Club
- Copa Gambardella (1): 1987

### Selección nacional
- Copa Africana de Naciones (1): 1992